# Tre Kronor
Pour l’article homonyme, voir Tre Kronor (montagne).
Le Tre Kronor (ou Tre Kronor af Stockholm) est un brick à coque bois, lancé en 2008 comme navire-école. Il sera l'ambassadeur de la ville de Stockholm.

## Caractéristiques
Il s'agit d'un brick suédois en bois : la coque est en chêne, le pont en mélèze de Sibérie et les gréements en mélèze et pin. Il a été construit sur le chantier naval de Skeppsholmen en Suède et a pour port d'attache Stockholm (Suède). Le navire mesure 45 m de long au total pour une largeur de 8.25 m et tirant d'eau de 3.25 m. Ses deux mâts dont le plus haut fait 29.5 m portent 20 voiles en incluant les focs et voiles d'étai pour une surface de voilure de 750 m² qui lui permet des pointes de vitesse à 14 nœuds et une vitesse de croisière de 8 nœuds suivant les vents. Il pèse 330 t (dont 93 t de ballast) pour 191 tonneaux. L'équipage à bord varie entre 8 et 13 personnes sans compter les cadets.

## Historique

### Construction et lancement
Le Tre Kronor a été construit sur le modèle de l'ancien navire-école le HMS Gladan.
Le projet a été lancé dès 1993 grâce aux donations des particuliers et de sociétés (comme Ikea) à l'association Briggen tre Kronor. Il a été construit à la façon traditionnelle de la charpenterie de marine sur un chantier naval de la ville. Le navire a été mis à l'eau le 27 août 2005 pour subir les réglages en mer. Son premier voyage a eu lieu en 2008. Il a pour marraine la princesse Victoria, héritière du trône de Suède.

### Participation à des manifestations maritimes
Le navire participe a de nombreuses manifestations maritimes dont les Tall ships' races ou il va s'illustrer en remportant de plusieurs victoires :
- En 2013, lors de la 1re course des Tall ships' race entre Aarhus et Helsinki, le Tre Kronor termine 2e derrière le Statsraad Lehmkuhl[2].
- En 2017, lors de la 2e course des Tall ships' race entre Turku et Klaipeda, le Tre Kronor termine 1er devant le Royalist (2014) et le Statsraad Lehmkuhl[3]. Il réalise également le meilleur temps corrigé, toutes catégories confondues[3].

## Galerie d'images
|  |  |  |
|  |  |  |